# Sue Bird
Suzanne Brigit „Sue“ Bird (* 16. Oktober 1980 in Syosset, New York) ist eine ehemalige US-amerikanisch-israelische Basketballspielerin der nordamerikanischen Profiliga WNBA. Von Saison 2002 bis 2022 spielte sie für Seattle Storm.
Die 1,75 Meter große Bird wurde hauptsächlich auf der Position des Point Guards eingesetzt. Vor ihrer professionellen Basketballkarriere spielte sie von 1998 bis 2002 für die University of Connecticut und gewann 2000 und 2002 mit den UConn Huskies die NCAA Division I Basketball Championship. Beim WNBA Draft 2002 wurde Bird als 1. Pick von Seattle Storm ausgewählt, mit denen sie in deren dritter WNBA-Saison, 2010, 2018 und 2020 die WNBA-Meisterschaft gewann. In der WNBA-Off-Season spielte sie von 2004 bis 2006 für den russischen Verein ŽBK Dynamo Moskau und zwischen 2006 und 2011 für den Klub Spartak Moskowskaja Oblast, mit dem sie von 2007 bis 2010 vier Mal in Serie die Euroleague Women gewann. Von 2011 bis 2014 stand sie bei UGMK Jekaterinburg unter Vertrag.
Im Kader der US-amerikanischen Nationalmannschaft holte Bird insgesamt fünfmal die Goldmedaille bei den Olympischen Spielen 2004, 2008, 2012, 2016 und 2020 und viermal den WM-Titel.
Bird ist Mitglied der Naismith Memorial Basketball Hall of Fame, der Women’s Basketball Hall of Fame und der International Jewish Sports Hall of Fame.

## Frühe Jahre
Suzanne Brigit Bird wurde am 16. Oktober 1980 als jüngeres von zwei Kindern in Syosset bei Oyster Bay auf Long Island geboren. Ihr Vater Herschel war Kardiologe und ihre Mutter Nancy arbeitete als Krankenschwester an einer Highschool. Die Familie ihres Vaters ist jüdischer Abstammung und stammt ursprünglich aus Russland. Zu Beginn des 20. Jahrhunderts brachte ihr Großvater seine Familie über Ellis Island in die Vereinigten Staaten, wo sich aus dem Namen Boorda der Name Bird entwickelte. Sue begann sich im Alter von sieben Jahren erstmals für Basketball zu begeistern, was vor allem an ihrer älteren Schwester Jennifer lag. Im Jahrbuch der fünften Klasse nannte sie Anwältin, Ärztin oder Profifußballerin als Berufsziele. Während der sechsten Klasse trat sie einer Amateur-Athletic-Union-Mannschaft bei.

## Karriere

### High School (1994 bis 1998)
In ihrer Jugendzeit besuchte Bird zunächst die Syosset High School, wechselte nach ein paar Jahren an die Christ The King Regional High School und spielte für deren High-School-Basketballteam. In ihrem Senior-Jahr an der High School erzielte sie durchschnittlich 16,3 Punkte und 7,3 Assists pro Spiel und gewann mit ihrem Team die National- und Staatsmeisterschaft. Zudem erhielt sie in ihrem Abschlussjahr die Auszeichnungen New York City Player of the Year und New York State Player of the Year.

### College (1998 bis 2002)

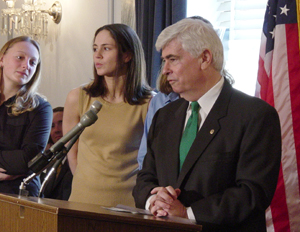
Sue Bird gemeinsam mit Chris Dodd, Senator des Bundesstaates Connecticut

Unter mehreren Angeboten von Colleges kamen die Stanford University, Vanderbilt University und University of Connecticut in ihre engere Auswahl. Am Ende entschied sie sich für die University of Connecticut. Bird studierte von 1998 bis 2002 und beendete ihr Studium mit einem Abschluss in Kommunikationswissenschaft. In dieser Zeit spielte sie auch für die Damen-Basketballmannschaft der Universität, die Connecticut Huskies. Insgesamt absolvierte Bird vier Spielzeiten für die Huskies, mit denen sie 2000 und 2002 bei den NCAA Division I Basketball Championships der National Collegiate Athletic Association (NCAA) siegte. 2001 spielte Bird in einem Spiel gegen Notre Dame, das der Sportjournalist Jeff Goldberg als „das beste Frauenbasketballspiel, das je gespielt wurde“ bezeichnete. Beim Gewinn der Meisterschaft 2002 siegte Bird bei allen Saisonspielen mit den Huskies. Während ihrer Zeit am College gewann sie insgesamt 136 von 145 Spielen. Für ihre herausragenden Leistungen im Universitätssport erhielt sie zahlreiche Ehrungen und Auszeichnungen, unter anderem wurde ihr 2002 die Wade Trophy verliehen und sie zum Naismith College Player of the Year gewählt.

### WNBA (2002 bis 2022)

#### Rookie-Saison (2002)
Auf Grund ihrer guten Leistungen für die Huskies machte Bird die Franchises der Women’s National Basketball Association auf sich aufmerksam. Die Cheftrainerin der Seattle Storm, Lin Dunn, und ihr Mitarbeiterstab verfolgten ihre sportliche Entwicklung seit ihrer Freshman-Saison an der University of Connecticut. Beim WNBA Draft 2002 wurde Bird von den Storm an der ersten Stelle ausgewählt. Bird integrierte sich in ihrer Rookie-Saison 2002 schnell in die Mannschaft der Storm und stieg früh zur Führungsspielerin neben Lauren Jackson auf. Bird beendete ihre erste Saison mit durchschnittlich 14,4 Punkten, sechs Assists, 1,72 Steals pro Spiel und einer Freiwurfquote von 91 %. Im Spiel gegen Portland Fire erzielte sie am 9. August 2002 mit 33 Punkten ihr Karrierehoch. Mit der Hilfe von Bird wurden die Storm konkurrenzfähiger und schafften erstmals die Qualifikation für die Playoffs. Aufgrund ihrer herausragenden Leistungen für die Storm wurde sie in ihrer ersten Saison in das All-WNBA First Team berufen.

#### Verletzungen und Meisterschaft (2003 bis 2004)
In der Saison 2003 absolvierte sie trotz einer Knieverletzung die ganze Saison. Bird führte das Team wie in der Saison zuvor wieder mit den meisten Assists und Steals pro Spiel an. Am Ende der Saison wurde sie erneut in das All-WNBA First Team berufen, außerdem wurde sie zum zweiten Mal in das Western Conference All-Star Team gewählt. Aufgrund einer Verletzungswelle ihrer Teamkolleginnen schaffte Bird mit den Storm nicht den Einzug in die Playoffs.
Am 4. März 2004 verkündete Anne Donovan, die das Amt der Cheftrainerin der Storm 2003 von Lin Dunn übernommen hatte, dass der Vertrag von Sue Bird um mehrere Jahre verlängert werde. Mit der Verpflichtung von Shooting Guard Betty Lennox in einem Dispersal Draft bildeten Bird, Jackson und Lennox ein dominantes Trio, das den Storm zu ihrer ersten WNBA-Meisterschaft führte. In einer umkämpften Finalserie bezwangen die Storm die Connecticut Sun mit 2:1, wodurch Bird in ihrer dritten Saison erstmals die WNBA-Meisterschaft gewann.

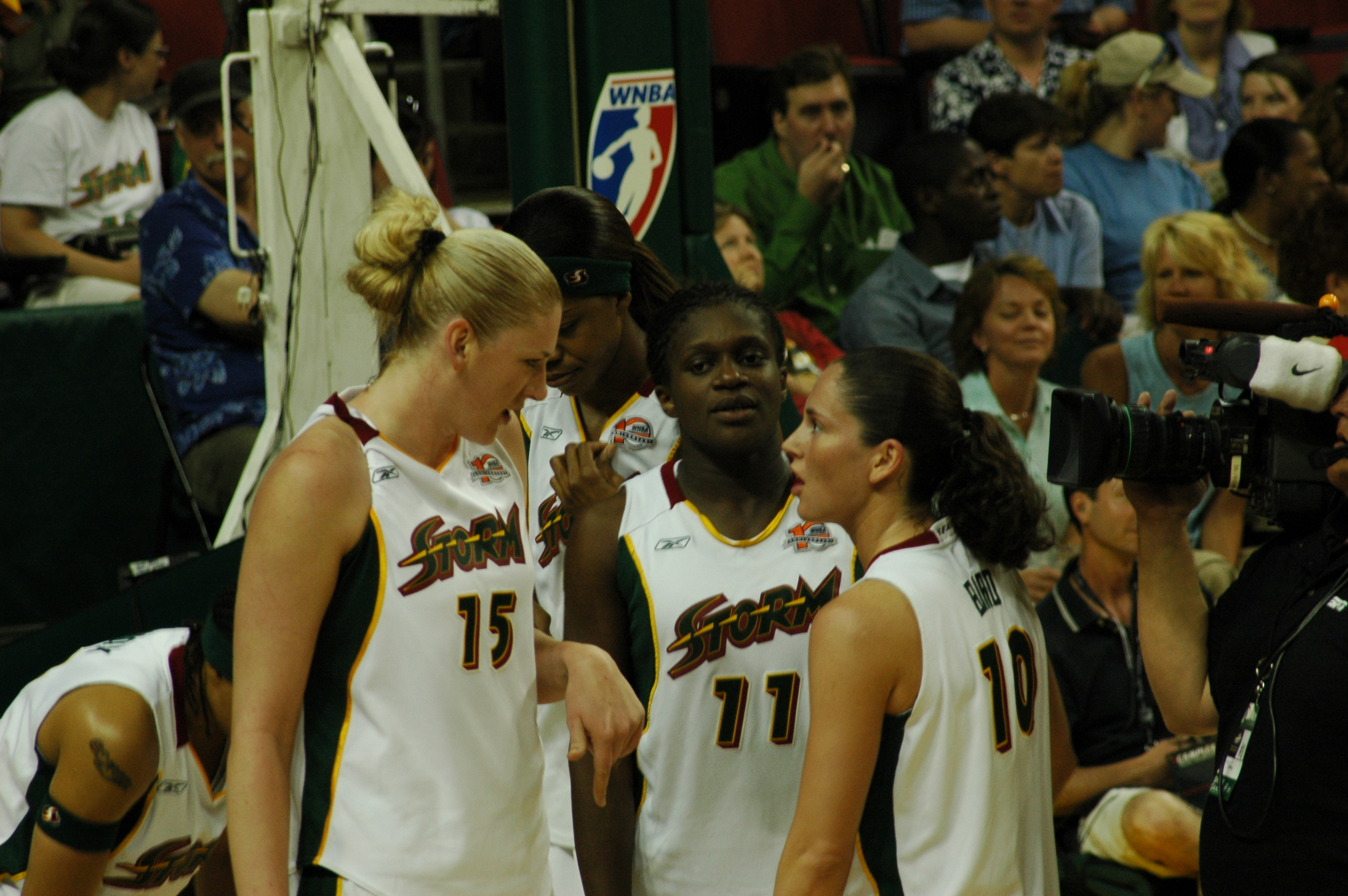
Sue Bird (#10) mit Lauren Jackson (#15) am 27. Juni 2006 gegen die Sacramento Monarchs

#### Wechselhafte Jahre (2005 bis 2008)
Am Beginn der Saison 2005 brach sie sich erneut ihre Nase, weshalb Bird für vier Spiele ausfiel. Im Laufe der Saison wurde sie in die Startformation des Western Conference All-Star Teams gewählt. Bird gewann mit dem Western Conference All-Star Team erneut das All-Star Game und entschied außerdem die All-Star Skills Challenge für sich. Ende August wurde sie erstmals in ihrer Karriere zur WNBA Player of the Week ernannt. Die Storm beendeten die reguläre Saison auf dem zweiten Platz, wodurch sie in den Playoffs auf die Houston Comets trafen. Nachdem die Storm das erste Spiel in Houston gewonnen hatten, hatten sie zwei Heimspiele, um die Serie für sich zu entscheiden. Im zweiten Spiel lagen die Storm 2:48 Minuten vor Ende mit 62:59 in Führung. Nachdem ein Korbleger von Michelle Snow die Comets bis auf einen Punkt an die Storm herangebracht hatte, verschuldete Bird beim darauffolgenden Angriff mit einem leichtsinnigen Pass einen Turnover, wodurch die Comets in weiterer Folge in Führung gingen und das zweite Spiel gewannen. Nachdem auch das dritte Spiel verloren gegangen war, endete die Saison für Bird, die anschließend zum vierten Mal in das All-WNBA First Team berufen wurde, in den Conference Semifinals.
Vor der Saison 2006 wurde Bird in das WNBA All-Decade Team gewählt. Am 1. August 2006 erzielte Bird gegen die Lynx ihren zweitausendsten Punkt in der WNBA, außerdem wurde sie erneut in das Western Conference All-Star Team gewählt. Nachdem sich Bird mit den Storm knapp für die Playoffs qualifiziert hatte, schied sie mit den Storm erneut in den Conference Semifinals gegen die Sparks aus. Am Ende der Saison wurde Bird erstmals in ihrer Karriere weder in das All-WNBA First Team noch in das All-WNBA Second Team berufen.
Die Saison 2007 verlief zunächst sehr ähnlich wie die vorherige. Kurze Zeit vor dem All-Star Game, bei dem sie erneut in das Western Conference All-Star Team gewählt wurde, sagte sie ihre Teilnahme ab, da sie sich in Connecticut einer Operation am linken Knie unterziehen musste. Aufgrund der Operation stand sie den Storm für fünf Spiele nicht zur Verfügung. Am 24. Juni 2007 erzielte Bird gegen die New York Liberty ihren tausendsten Assist in der WNBA und wurde mit 26 Jahren die jüngste Spielerin der WNBA, die die 1.000-Assist-Marke erreichte. In den Playoffs scheiterte sie mit den Storm zum dritten Mal in Folge in den Conference Semifinals.

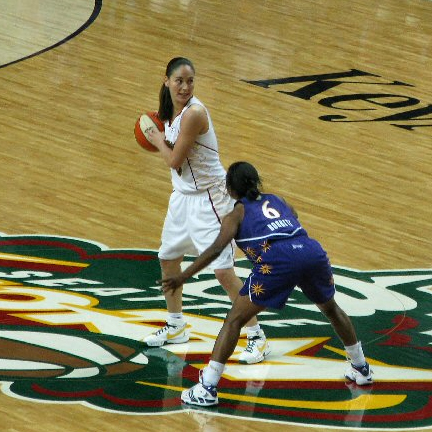
Sue Bird in einem Spiel gegen die Los Angeles Sparks in den Playoffs 2008

Nachdem Anne Donovan die Mannschaft vor der Saison 2008 verlassen hatte, wurde am 9. Januar 2008 Brian Agler als neuer Cheftrainer der Mannschaft vorgestellt. Aufgrund dieses Trainerwechsels war es Agler, der 2008 die Verhandlungen mit Bird über eine mögliche Vertragsverlängerung führte. Am 14. März 2008 verkündete er, dass der Vertrag mit Bird erneut um mehrere Jahre verlängert wurde. Ihre siebte Saison in der WNBA verlief deutlich besser als die vorherigen beiden. Am Ende der Saison wurde Bird in das All-WNBA Second Team berufen, außerdem wurde sie erstmals als mögliche wertvollste Spielerin der nordamerikanischen Damen-Basketball-Profiliga gehandelt, erhielt allerdings nur die drittmeisten Stimmen. Trotz des Ausfalls von Lauren Jackson am Ende der Saison führte Bird die Storm in die Playoffs, wo sie wie bereits 2006 an den Sparks scheiterte.

#### Peak Performer und erneuter Gewinn der Meisterschaft (2009 bis 2011)
In der Saison 2009 absolvierten die Storm ihre insgesamt zehnte Saison in der WNBA. Zu diesem Anlass wurde Bird von den Storm Fans in das Storm All-Decade Team gewählt. Bird wurde in dieser Saison, wie bereits fünf Mal zuvor, in die Startformation des Western Conference All-Star Team gewählt, außerdem erzielte sie am 17. Juli 2009 gegen die Monarchs ihren dreitausendsten Punkt in der WNBA. Am Ende der Saison wurde sie erstmals in ihrer Karriere mit dem WNBA Peak Performer Award ausgezeichnet, da sie die meisten Assists aller Spielerinnen der WNBA erzielt hatte. Mannschaftlich verlief die reguläre Saison deutlich besser als die vorherige, obwohl Bird (Schmerzen im Halsbereich) für mehrere Spiele ausfiel. Noch vor den Playoffs verlängerte Bird ihren Vertrag ein weiteres Mal für zwei Jahre bei den Storm. In den Playoffs scheiterte Bird mit den Storm zum dritten Mal in vier Jahren an den Sparks.
In der Saison 2010 schloss Bird mit den Storm die Saison mit 28 Siegen aus 34 Spielen erstmals als beste Mannschaft der Western Conference ab. Bird zeigte in der regulären Saison wieder eine sehr solide Leistung, weshalb sie zum zweiten Mal in ihrer Karriere in das All-WNBA Second Team berufen wurde. In den Playoffs verlor sie mit den Storm kein einziges Spiel, wodurch sie zum zweiten Mal in ihrer Karriere die WNBA-Meisterschaft gewann. An diesem Erfolg hatte Bird mit ihrer Treffsicherheit in entscheidenden Phasen einen großen Anteil. Im zweiten Spiel der Western Conference Finals gegen die Mercury blockte sie einen Wurfversuch von Temeka Johnson, verwertete im darauffolgenden Angriff durch Isolation einen 3-Punkte-Wurf 2,8 Sekunden vor Ende des Spiels und sicherte damit den Storm den Einzug in die Finals. Im ersten Spiel der Finals entschied Bird mit einem Sprungwurf in den letzten Sekunden das Spiel zugunsten der Storm.
In der WNBA-Spielzeit 2011 mussten die Storm die meiste Zeit auf Lauren Jackson verzichten. Aufgrund dieses Ausfalls suchte Bird vermehrt selbst den Abschluss im Angriffsspiel der Storm. Dies spiegelt sich auch in ihrer Statistik wider, als sie die Saison mit einem Schnitt von 14,7 Punkten beendete, was einen neuen persönlichen Rekord darstellte. Im Sommer wählten die Fans Bird zum bereits siebenten Mal in die Startformation des Western Conference All-Star Team. Darüber hinaus wurde sie zu einer der besten 15 Spielerinnen der Geschichte der Liga ernannt. Im Laufe der regulären Saison erreichte sie als sechzehnte Spielerin die 4.000-Punkte-Marke. Trotz dieser vielen individuellen Erfolge blieb der mannschaftliche Erfolg in dieser Saison aus, als sie mit dem Storm in der ersten Runde der Playoffs an den Phoenix Mercury scheiterte. Am Ende der Saison wurde sie in das All-WNBA Second Team gewählt.

#### Knie- und Hüftprobleme (2012 bis 2015)
Am 8. Februar 2012 verlängerte Bird ihren Vertrag mit dem Storm. Agler, Cheftrainer des Storm, gab die Länge des neuen Vertrags nicht bekannt, erklärte aber, dass Sue Bird einen neuen erhalten wird, falls sie nach Ablauf des aktuellen Vertrags weiter in der WNBA verweilen möchten. Da Lauren Jackson erst nach den Olympischen Spielen in London ihre Unterstützung für das Franchise zusicherte, war Bird wie im Jahr zuvor in der ersten Saisonhälfte zusätzlich in der Offensive gefordert. Erst mit der Rückkehr von Jackson konnte sie sich wieder verstärkt auf ihre Rolle als Spielmacherin des Franchise konzentrieren. Im Laufe der Saison hatte sie immer wieder Probleme mit ihrer Hüfte, wodurch sie verletzungsbedingt an fünf Spielen in der regulären Saison nicht teilnehmen konnte. Auch in den Playoffs, wo das Storm auf die favorisierten Minnesota Lynx traf, herrschten beim Franchise trotz ihrer Einsatzbereitschaft Bedenken hinsichtlich ihrer Gesundheit. Nach einer durchwachsenen Leistung im ersten Spiel der Serie (fünf Turnovers), war sie mit 22 Punkten und sieben Assists die wichtigste Akteurin des Storm im zweiten Spiel, welches nach zwei Verlängerungen gewonnen wurde. Im entscheidenden dritten Spiel war sie mit 18 Punkten und elf Assists erneut die herausragende Spielerin des Storm. In einer turbulenten Schlussphase, in der Bird die Storm mit einem erfolgreichen 3-Punkte-Wurf 35 Sekunden vor Spielende bis auf einen Punkt an die Lynx heranbrachte, vergab Jackson mit einem misslungenen Wurfversuch in der letzten Sekunde die Chance auf den Sieg, wodurch für Bird die Playoffs erneut nach der ersten Runde endeten. Wenige Tage nach dem Saisonende unterzog sie sich einer Operation an ihrer linken Hüfte, die ihr im Laufe der Saison immer größere Probleme bereitete.

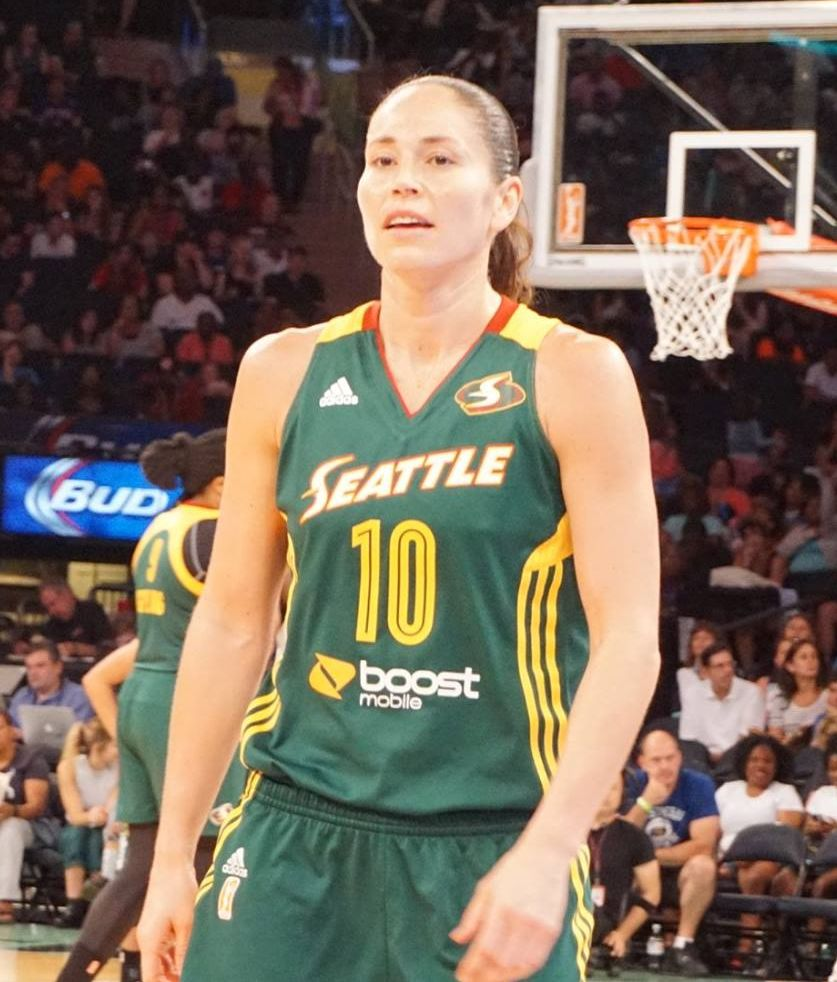
Sue Bird im Spiel gegen New York Liberty am 2. August 2015

Wegen einer Zyste im linken Knie unterzog sich Bird Anfang Mai einer Knieoperation, wodurch sie für die gesamte Saison 2013 ausfiel. Für sie war dies bereits die insgesamt vierte Operation an Hüfte und Knie in sechs Jahren. Bird äußerte sich wie folgt zu der Operation: „Believe me when I say, I would much rather not be having these surgeries, but you have to play the hand you're dealt and if it means I can keep playing for the next four or five years so be it.“ Nach dem Ende der Verletzung war sie in den Saisons 2014 und 2015 wieder eine Stütze des Teams und stand bei allen Spielen, die sie bestritt, in der Startformation. In beiden Saisons erreichte die Storm nicht die Playoffs. Im August 2015 erreichte sie als erste Spielerin die 5.000-Punkte-Marke und 2.000 Assists.

#### Rekord-Spielzeiten (2016 bis 2017)
Am 15. Februar 2016 unterzeichnete die nun 35-jährige erneut einen mehrjährigen Vertrag. 2016 und 2017 erreichte Bird mit dem Team zwar wieder die Playoffs, scheiterte dann aber jeweils in der ersten Runde. In der Spielzeit 2016 war sie zum zweiten Mal die beste Assistgeberin in WNBA. Bird wurde in die WNBA Top 20@20 aufgenommen – eine Liste der 20 besten Spielerinnen der Liga, die anlässlich des zwanzigjährigen Bestehens der WNBA zusammengestellt wurde. Zu Beginn der Spielzeit 2017 war Bird älteste aktive Spielerin der WNBA und am Ende der Spielzeit wurde sie Assist-Rekordhalterin der WNBA. sowie erneut in das All-WNBA First Team berufen. Außerdem erhielt Bird nach der Saison 2017 zum zweiten Mal den Kim Perrot Sportsmanship Award.

#### Zwei weitere WNBA-Championships und Karriereende (2018 bis 2022)
Am 8. Juli 2018 erzielte Bird beim 97:91-Sieg gegen die Washington Mystics mit 21 Punkten ein Saison-Hoch. In diesem Spiel überholte sie Teamkollegin Lauren Jackson mit 6.007 Punkten. Am 19. Juli 2018 wurde Bird in das WNBA All-Star Game 2018 gewählt und überholte damit Tamika Catchings für die meisten All-Star-Teilnahmen. Am 22. Juli 2018 bestritt sie als erste Spielerin ihr fünfhundertes WNBA-Spiel und überbot damit den Rekord von DeLisha Milton-Jones, die während ihrer Karriere 499 Mal in der WNBA auf dem Platz stand. Außerdem erhielt Bird nach der Saison zum zweiten Mal in Folge und zum dritten Mal insgesamt den Kim Perrot Sportsmanship Award verliehen. Obwohl Bird in diesem Jahr die meisten Assists ihrer Karriere gab, war sie damit diesmal nicht die beste Assistgeberin der Liga. Auch mit dem Team der Storm war die Spielzeit 2018 eine sehr erfolgreiche. Nachdem es die reguläre Saison mit der besten Bilanz abgeschlossen hatte, erreichte das Team aufgrund des WNBA-Playoff-Systems automatisch das Halbfinale. Dort konnte sich das Team aus Seattle knapp in fünf Spielen gegen die Phoenix Mercury durchsetzen. Die dritte Meisterschaft sicherten sich die Storm und damit auch Sue Bird mit einem 3:0-Erfolg gegen den Finaldebütanten der Washington Mystics. Im August 2018 wurde Sue Bird Vizepräsidentin der WNBA-Spielergewerkschaft. Während ihrer Amtszeit war sie Teil der Führung, die die WNBA während der COVID-19-Pandemie im Jahr 2020 steuerte und mit der Liga darüber verhandelte, wie das Spiel mit anderen Teams sicher gespielt werden kann.
Am 30. Mai 2019 musste Bird arthroskopisch am linken Knie operiert werden und verpasste die Saison 2019.
In der Folgespielzeit 2020 kehrte Bird für 11 Spiele ins Geschehen zurück. Aufgrund der Pandemie wurde die Saison verschoben und auf 22 Spiele verkürzt. Der Zustand ihres Knies hatte sich wieder verschlimmert, so dass sie fünf Spiele aussetzen musste. Im Halbfinale besiegten die Storm die Minnesota Lynx in drei Spielen und zogen damit zum zweiten Mal innerhalb von drei Jahren in die WNBA-Finals ein. In den Finals gewannen die Storm die Meisterschaft, nachdem sie die Las Vegas Aces in drei Spielen besiegt hatten. Bird gewann damit ihre vierte WNBA-Meisterschaft und ist damit die erste Spielerin in der Geschichte der WNBA, die eine Meisterschaft in drei verschiedenen Jahrzehnten gewonnen hat.
Im Januar 2021 unterschrieb Bird erneut einen Einjahresvertrag bei den Storm, womit sie ihre 18. Saison in der Liga absolvierte und Milton-Jones in Bezug auf die meisten Spielzeiten in der WNBA überholte.
Im September 2021 wurde sie unter die 25 besten Spielerinnen in der Geschichte der WNBA gewählt. Bird ist neben Swin Cash, Tamika Catchings, Cynthia Cooper, Brittney Griner, Asjha Jones, Maya Moore, Breanna Stewart, Sheryl Swoopes, Diana Taurasi und Kara Wolters eine von bislang nur elf Frauen, die sowohl die NCAA- und WNBA-Meisterschaft als auch den Weltmeistertitel und olympisches Gold gewonnen haben („Grand Slam des Frauenbasketballs“).
Anfang 2022 unterschrieb Bird ihren letzten Vertrag bei den Storm und kündigte im Juni ihren Rücktritt nach der Spielzeit an.

### Basketball-Superleague (Russland) (2004 bis 2014)

#### Erste Jahre in Russland (2004 bis 2006)
Von 2004 an spielte Bird in den WNBA-Saisonpausen für verschiedene Vereine in Europa. Zwischen 2004 und 2006 spielte sie für den ŽBK Dynamo Moskau, mit dem sie in beiden Spielzeiten das Viertelfinale in der Euroleague Women erreichte. In der WNBA-Saisonpause 2006/07 erhielt sie die israelische Staatsbürgerschaft, die es ihr erlaubte, einen Vertrag über drei Jahre mit Spartak Oblast Moskau zu unterschreiben, ohne dabei eine Regel, die die Anzahl der US-amerikanischen Spielerinnen pro Mannschaft limitiert, zu verletzen.

#### Gewinn der russischen Meisterschaft und Euroleague Women (2006 bis 2008)
Die reguläre Saison 2006/07 in der russischen Superleague beendete Bird mit den Spartak Oblast Moskau auf dem zweiten Platz, die sich damit für die Playoffs qualifizierten. In den Playoffs wurden Dynamo Kursk im Viertelfinale als auch der ŽBK Dynamo Moskau im Halbfinale im Best-of-Three-Modus klar in zwei Spielen bezwungen. Im Finale bezwang sie mit Spartak den amtierenden Meister ZSKA Samara im Best-of-Five-Modus im entscheidenden fünften Spiel mit 88:72, wodurch Bird in ihrer dritten Saison erstmals die russische Superleague gewann. Zudem gewann sie mit den Spartak Oblast Moskau erstmals die Euroleague Women.
In der Saison 2007/08 schloss Bird mit den Spartak Oblast Moskau die Saison mit 21 Siegen aus 22 Spielen erstmals als beste Mannschaft der russischen Superleague ab. Kurz vor Ende der regulären Saison wurde der russische Basketball-Pokal ausgetragen. Bird, die mit durchschnittlich 13,3 Punkten und fünf Assists pro Spiel zu den auffälligsten Spielerinnen ihrer Mannschaft zählte, beendete das Turnier auf dem dritten Platz. In den Playoffs gab Spartak wie in der vorherigen Saison im Viertelfinale und Halbfinale kein Spiel ab. Im Finale traf Bird mit Spartak erneut auf den ZSKA Samara, der dieses Mal in vier Spielen bezwungen wurde. Großen Anteil an diesem Erfolg hatte Bird, die im Finale durchschnittlich 15,5 Punkte erzielte und im dritten Spiel ihre Mannschaft in erzielten Punkten anführte. In der Euroleague Women erreichte Bird, die in dieser Saison erstmals am Euroleague All-Star Game teilnahm, mit 15 Siegen in 16 Spielen erneut das Finale. Am 13. April 2008 gewann sie schließlich in Brünn das Finale der Euroleague Women gegen BK Gambrinus Brno mit 75:60. Bird, die mit 39 Minuten fast die gesamte Spieldauer auf dem Spielfeld stand, erzielte im Finale 14 Punkte und sieben Rebounds.

#### Zwei weitere Titel in der Euroleague Women (2008 bis 2011)
Die Saison 2008/09 verlief zunächst sehr ähnlich wie die vorherige. Bird erreichte mit Spartak Moskowskaja Oblast erneut sicher die Playoffs, wo sie mit Siegen gegen Dynamo Kursk und den ZSKA Samara zum dritten Mal in Folge in das Finale einzog. Im Finale traf sie mit Spartak auf UGMK Jekaterinburg, an denen sie mit Spartak bereits im Pokalfinale gescheitert war. Anders als in den vorherigen Spielzeiten wurde in diesem Jahr das Finale im Best-of-Three-Modus ausgetragen. Bird lieferte dabei sehr unterschiedliche Leistungen. Am Ende konnte sich UGMK Jekaterinburg knapp mit 2:1 in Spielen durchsetzen. Während Bird mit Spartak die Titelverteidigung in der russischen Superleague missglückte, gewann sie mit einem 85:70-Erfolg über die Halcon Avenida zum dritten Mal in Folge die Meisterschaft der Euroleague Women. Bird stand im Finale die gesamte Spieldauer auf dem Feld und erzielte dabei 13 Punkte, zehn Assists und sechs Rebounds.
In der Saison 2009/10 bestritt sie erst Anfang 2010 ihr erstes Saisonspiel für Spartak Moskowskaja Oblast. Eine Woche zuvor hatte sie ihren Vertrag mit dem Klub verlängert. Ende Januar schaffte Bird mit Spartak erneut den Einzug ins Finale des russischen Basketball-Pokals, wo sie auf den amtierenden Meister und Pokalsieger UGMK Jekaterinburg traf. Das Spiel war über die gesamte Spieldauer ausgeglichen und wurde erst in den letzten Sekunden entschieden. Fünf Sekunden vor Ende des Spiels wurde Bird beim Stand von 74:77 gefoult und erhielt dadurch zwei Freiwürfe. Nachdem sie den zweiten Freiwurf absichtlich verfehlt hatte, erkämpfte sich Bird den vom Korb abprallenden Ball, wodurch sie die Möglichkeit hatte, das Spiel mit einem Zwei-Punkte-Wurf auszugleichen und damit eine Verlängerung zu erreichen. Jedoch verfehlte ihr Wurf das Ziel, wodurch UGMK Jekaterinburg das Spiel mit 77:75 gewann. Die reguläre Saison beendete Spartak erstmals seit 2008 wieder auf dem ersten Platz. In den Playoffs gewann Bird mit Spartak im Viertelfinale und Halbfinale jedes Spiel mit mindestens zwölf Punkten Vorsprung, wodurch sie zum vierten Mal in Folge den Einzug in das Finale der russischen Superleague schaffte. Im Finale traf Spartak wie im Jahr zuvor auf UGMK Jekaterinburg. Das Finale, das wieder im Best-of-Five-Modus ausgetragen wurde, ging klar mit 3:0 an UGMK Jekaterinburg. Während Bird im ersten Spiel nur acht Punkte und einen Assist erzielte, kam sie im zweiten Spiel auf 20 Punkte und im dritten auf 12 Punkte. In der Euroleague Women schaffte Bird mit Spartak erneut den Einzug in das Finale, dabei bezwang Spartak UGMK Jekaterinburg mit 87:79 im Halbfinale. Am 11. April 2010 gewann sie in Valencia das Finale der Euroleague Women gegen Ros Casares Valencia mit 87:80. Bird, die mit 39 Minuten fast die gesamte Spieldauer auf dem Spielfeld stand, erzielte im Finale fünf Punkte und sechs Assists.

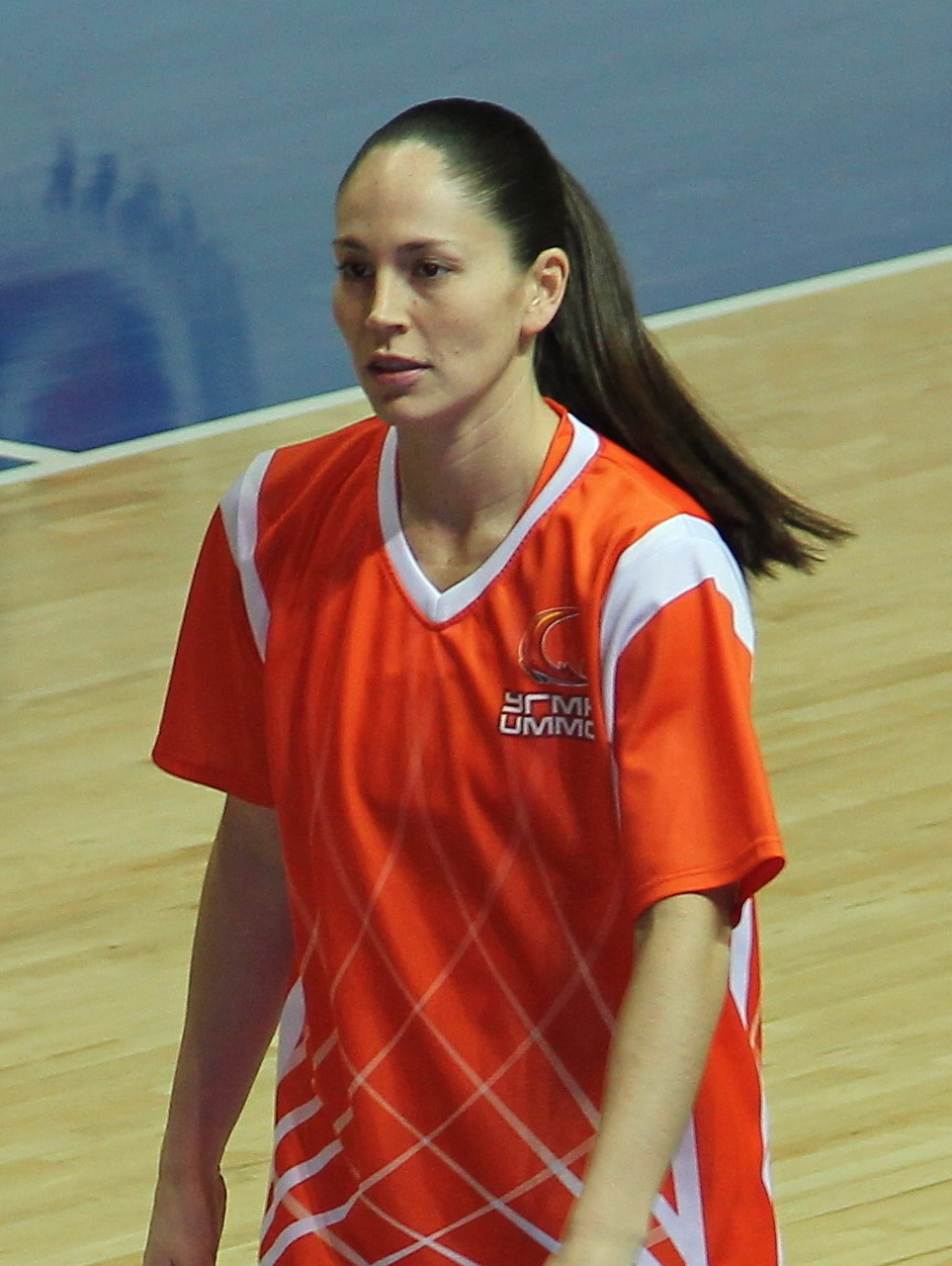
Sue Bird im Trikot von UGMK Jekaterinburg

Nachdem sie bereits in der Saison 2009/10 eine Pause bis Ende 2009 eingelegt hatte, gab sie nach der Basketball-Weltmeisterschaft 2010 bekannt, dass sie erneut bis Weihnachten kein Saisonspiel für Spartak Moskowskaja Oblast bestreiten werde, um sich von den Verletzungen und Strapazen der vergangenen Monate vollständig zu erholen. Am 5. Januar bestritt sie ihr erstes Spiel für Sparta & K, wie der Klub seit Mitte 2010 heißt, in der Saison 2010/11.

#### UGMK Jekaterinburg (2011 bis 2014)
Am 5. Mai 2011 verkündete Steve Costalas, General Manager der Spartak Moskowskaja Oblast, dass Bird in der Saison 2011/12 nicht im Kader des Klubs stehen wird. Bereits elf Tage später gab UGMK Jekaterinburg die Verpflichtung von Sue Bird für die Saison 2011/12 bekannt. Ihr erstes Spiel für die UGMK Jekaterinburg bestritt sie am 7. Januar 2012 gegen die Spartak Noginsk. Bird, die in diesem Spiel nicht in der Startformation stand, erzielte 6 Punkte, 3 Rebounds und 4 Steals in 23 Minuten. Zuletzt spielte sie im Jahr 2014 für das Team aus Jekaterinburg.

### Nationalmannschaft (seit 2000)
Sue Bird vertrat ihr Heimatland bisher bei mehreren internationalen Wettbewerben. Ihren ersten Einsatz für die US-amerikanische Basketballnationalmannschaft hatte sie im Jahr 2000 beim R. William Jones Cup, bei dem sie ihre erste Goldmedaille gewann. Bei der Basketball-Weltmeisterschaft 2002 gewannen die US-Amerikanerinnen nach einem Finalsieg gegen die russische Auswahl die Goldmedaille.
Vor den Olympischen Sommerspielen 2004 in Athen bestritt sie mit der Nationalmannschaft 16 Vorbereitungsspiele, die allesamt gewonnen wurden. 13 Spiele fanden im Frühjahr statt, bei denen sie durchschnittlich 4,4 Punkte und 3,7 Assists pro Spiel erzielte. Die restlichen drei Spiele fanden knapp vor den Olympischen Spielen statt, dabei erzielte sie durchschnittlich 6 Punkte und 1,7 Assists pro Spiel. Bei den Olympischen Spielen setzte sie mit der Nationalmannschaft die Siegesserie fort und sicherte sich auf diesem Weg ihre erste olympische Goldmedaille.

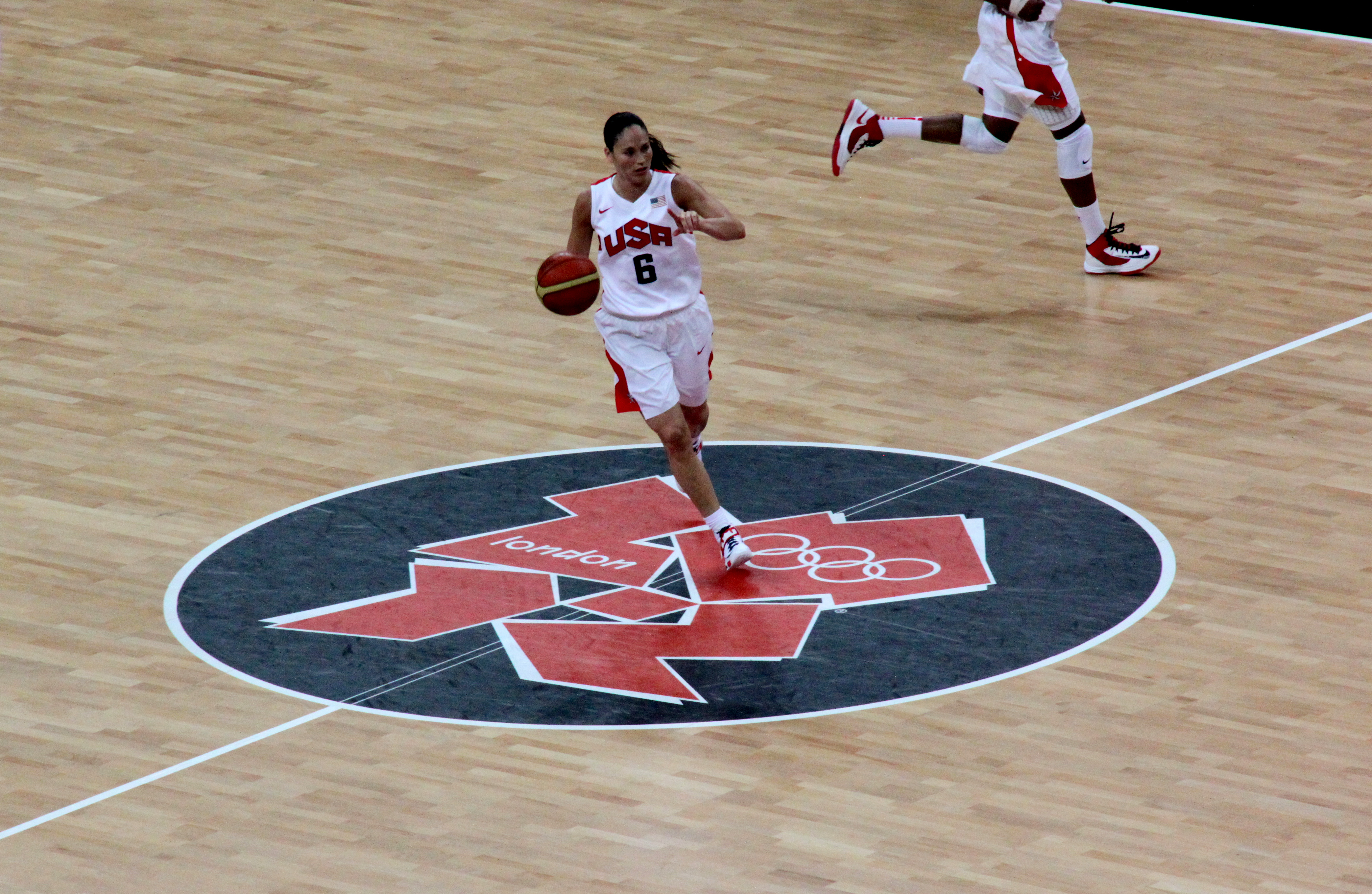
Sue Bird bei den Olympischen Spielen 2012

Der Gewinn der Goldmedaille bei den Olympischen Sommerspielen 2004 sicherte dem Nationalteam die Teilnahme an der Basketball-Weltmeisterschaft 2006, bei der sie im Halbfinale gegen die russische Auswahl verlor. Im Spiel um Platz drei wurde die brasilianische Nationalmannschaft bezwungen, wodurch Bird, die durchschnittlich 7,7 Punkte und 4,6 Assists pro Spiel erzielte, die Bronzemedaille gewann.
Bei den Amerikameisterschaften 2007 gewann sie mit dem US-Team ebenfalls die Goldmedaille. Bird wurde für die Olympischen Sommerspiele 2008 in Peking ins Nationalteam berufen, mit dem sie in überlegener Manier Gold gewann. Am 17. August 2009 wurde sie in die US-amerikanische Nationalmannschaft bis 2012 einberufen.
Bei der Basketball-Weltmeisterschaft 2010 gewann sie mit dem Nationalteam die Goldmedaille. Die US-Amerikanerinnen gewannen alle neun Spiele, wodurch sich die Mannschaft für die Olympischen Sommerspiele 2012 qualifizierte. Bird stand in allen neun Spielen auf dem Feld und erzielte bei einer durchschnittlichen Spielzeit von 22,4 Minuten pro Spiel im Schnitt 5,6 Punkte und 2,9 Assists. Bei der Basketball-Weltmeisterschaft 2014 gewann sie mit dem Nationalteam zum dritten Mal den WM-Titel.
Bei den Olympischen Sommerspielen 2012 in London und den 2016 in Rio de Janeiro gewann sie mit der US-amerikanischen Nationalmannschaft ihre olympischen Goldmedaillen drei und vier. Bei der Basketball-Weltmeisterschaft 2018 gewann sie mit dem Nationalteam zum vierten Mal den WM-Titel und wurde damit der erste Basketballspieler, der dies erreichen konnte. Bei den Olympischen Sommerspielen 2020 in Tokio gewann sie mit dem US-Team ihre fünfte Goldmedaille.

### Spielstil
Bird spielt meist auf der Position des Point Guards und zählt zu den besten Spielmacherinnen der WNBA. Ihre ehemalige Teamgefährtin Betty Lennox beschreibt sie wie folgt: „She finds her teammates so well and knows when and when not to take the shots.“ (Sinngemäße Übersetzung: „Bird hat ein gutes Auge für ihre Mitspielerinnen, außerdem weiß sie genau, wann es sinnvoll ist, einen Wurfversuch zu unternehmen und wann nicht.“). Lauren Jackson beschreibt Bird als hervorragende Spielführerin, die sehr viele Aufgaben am Spielfeld übernimmt und alle Mitspielerinnen um sich herum besser macht. Bird selbst legt großen Wert darauf, ihre Mitspielerinnen so gut wie möglich in das Angriffsspiel mit einzubeziehen, und Fehlpässe zu vermeiden. Sue Bird erklärte: „When you have the ball in your hands the majority of the time with people trying to pressure you, forget assists for a second – if you can just not turn the ball over, that’s huge. But if you can have assists double your turnovers, that’s great. Triple them? Even better.“ (Sinngemäße Übersetzung: „Wenn man selbst die meiste Zeit im Ballbesitz ist, während andere Spielerinnen versuchen Druck auf einen auszuüben, vergisst man Assists für einen Augenblick – wenn du dann keinen Ballverlust verschuldest, ist das großartig. Wenn man doppelt so viele Assists erzielt wie Ballverluste ist das natürlich toll. Dreimal so viele? Noch Besser.“). Die Saison 2010 beendete sie mit einem Assist-to-Turnover Ratio von 3,2, was den höchsten Wert der gesamten WNBA in dieser Saison darstellte (Ein Assist-to-Turnover Ratio von 3,2 bedeutet, dass sie 3,2 Mal so viele Assists erzielte, als sie Ballverluste verschuldet hat).
In ihrem WNBA Draft Scouting Report wurde sie als überaus sichere Schützin von der 3-Punkte-Linie beschrieben. Diese Fähigkeit macht sie zu einem äußerst wichtigen Faktor in entscheidenden Phasen eines Spiels. In der Saison 2009 und Saison 2010 traf sie eine Reihe von 3-Punkte-Würfen in den letzten Sekunden eines Spiels. Lauren Jackson erklärte: „If you want the ball to be in anyone’s hands at the end of the game (for a shot), it would definitely be her. She’s good at it. She’s proved it all year. She’s hit a number of shots that have gotten us back into games, that have won us games, over the years.“ (Sinngemäße Übersetzung: „Wenn du den Ball in den Händen einer Spielerin am Ende eines Spiels haben möchtest, dann wären es definitiv ihre. Sie ist gut darin. Sie hat es das ganze Jahr über bewiesen. Über die Jahre hinweg hat sie einige Würfe getroffen, die uns zurück ins Spiel brachten, die uns den Sieg sicherten.“). Brian Agler führt dies darauf zurück, dass sie einfach die Fähigkeit besitzt, sich in solchen Situationen unglaublich gut zu konzentrieren.

### Erfolge und Auszeichnungen
| - College - 2000 NCAA All-East Regional squad - 2000 Gewinn der NCAA-Meisterschaft - 2000 All-Big East second team - 2001 All-Big East first team - 2002 Naismith Player of the Year - 2002 Wade Trophy - 2002 Player of the Year by the Associated Press - 2002 Player of the Year by the U.S. Basketball Writers Association - 2002 NCAA Mideast Region Most Outstanding Player - 2002 Big East Player of the Year - 2002 All-Big East first team2 - 2002 Big East All-Tournament - 2002 Gewinn der NCAA-Meisterschaft2 - Nationalmannschaft - 2000 Goldmedaille beim R. William Jones Cup - 2002 Goldmedaille bei der Opals World Challenge - 2002 Goldmedaille bei der Basketball-Weltmeisterschaft - 2004 Goldmedaille bei den Olympischen Sommerspielen - 2006 Bronzemedaille bei der Basketball-Weltmeisterschaft - 2007 Goldmedaille bei der Basketball-Amerikameisterschaft - 2007 Silbermedaille beim FIBA World League Tournament - 2008 Goldmedaille beim FIBA Diamond Ball Tournament - 2008 Goldmedaille bei den Olympischen Sommerspielen2 - 2010 Goldmedaille bei der Basketball-Weltmeisterschaft2 - 2012 Goldmedaille bei den Olympischen Sommerspielen3 - 2014 Goldmedaille bei der Basketball-Weltmeisterschaft3 - 2016 Goldmedaille bei den Olympischen Sommerspielen4 - 2018 Goldmedaille bei der Basketball-Weltmeisterschaft4 | - WNBA - 2002 WNBA All-Star Game - 2002 All-WNBA First Team - 2003 WNBA All-Star Game2 - 2003 All-WNBA First Team2 - 2004 All-WNBA First Team3 - 2004 Gewinn der Meisterschaft - 2005 WNBA All-Star Game3 - 2005 All-WNBA First Team4 - 2006 WNBA All-Star Game4 - 2007 WNBA All-Star Game5 - 2008 All-WNBA Second Team - 2009 WNBA All-Star Game6 - 2009 WNBA Peak Performers (Assists) - 2010 All-WNBA Second Team2 - 2010 Gewinn der Meisterschaft2 - 2011 All-WNBA Second Team3 - 2011 WNBA All-Star Game7 - 2011 Kim Perrot Sportsmanship Award - 2016 WNBA Peak Performers (Assists) 2 - 2017 Kim Perrot Sportsmanship Award 2 - 2018 Gewinn der Meisterschaft3 - 2018 Kim Perrot Sportsmanship Award 3 - 2020 Gewinn der Meisterschaft4 - Europa - 2007 Gewinn der Euroleague Women - 2007 Gewinn der russischen Superleague - 2008 EuroLeague All-Star Team - 2008 Gewinn der Euroleague Women2 - 2008 Gewinn der russischen Superleague2 - 2009 Gewinn der Euroleague Women3 - 2010 Gewinn der Euroleague Women4 - 2011 EuroLeague All-Star Team2 |

### Karrierestatistik
| 2002                    | Seattle Storm              | WNBA                    | 32  | 32  | 35,0 | 40,3 | 40,1 | 91,1  | 2,6 | 6,0 | 14,4 | 2  | 2  | 36,5 | 40,9 | 27,3 | 100,0 | 0,0 | 6,0 | 14,0 |
| 2003                    | Seattle Storm              | WNBA                    | 34  | 34  | 33,4 | 42,1 | 35,0 | 88,4  | 3,3 | 6,5 | 12,4 | –  | –  | –    | –    | –    | –     | –   | –   | –    |
| 2004                    | Seattle Storm              | WNBA                    | 34  | 34  | 33,4 | 46,3 | 43,8 | 85,9  | 3,1 | 5,4 | 12,9 | 8  | 8  | 29,1 | 37,7 | 30,0 | 76,2  | 3,3 | 5,3 | 8,5  |
| 2004/05                 | ŽBK Dynamo Moskau          | Euroleague Women        | 10  | –   | 33,4 | 48,7 | 36,7 | 40,0  | 3,6 | 2,7 | 9,3  |    |    |      |      |      |       |     |     |      |
| 2005                    | Seattle Storm              | WNBA                    | 30  | 30  | 34,0 | 44,2 | 43,7 | 85,5  | 2,4 | 5,9 | 12,1 | 3  | 3  | 34,3 | 27,3 | 13,3 | 87,5  | 1,7 | 4,3 | 9,0  |
| 2005/06                 | ŽBK Dynamo Moskau          | Euroleague Women        | 8   | –   | 30,1 | 36,2 | 27,3 | 50,0  | 4,0 | 4,1 | 5,5  |    |    |      |      |      |       |     |     |      |
| 2006                    | Seattle Storm              | WNBA                    | 34  | 34  | 31,4 | 41,1 | 36,6 | 86,8  | 3,0 | 4,8 | 11,4 | 3  | 3  | 35,3 | 36,1 | 33,3 | 62,5  | 2,7 | 3,3 | 12,7 |
| 2006/07                 | Spartak Moskowskaja Oblast | Euroleague Women        | 10  | –   | 19,6 | 39,0 | 31,6 | 88,9  | 2,0 | 2,5 | 4,6  |    |    |      |      |      |       |     |     |      |
| 2007                    | Seattle Storm              | WNBA                    | 29  | 29  | 31,7 | 42,8 | 33,8 | 84,6  | 2,0 | 4,9 | 10,4 | 2  | 2  | 35,5 | 45,8 | 58,3 | 100,0 | 2,0 | 5,0 | 16,5 |
| 2007/08                 | Spartak Moskowskaja Oblast | Euroleague Women        | 14  | –   | 32,7 | 45,0 | 47,4 | 83,3  | 3,9 | 4,6 | 9,1  |    |    |      |      |      |       |     |     |      |
| 2008                    | Seattle Storm              | WNBA                    | 33  | 33  | 33,7 | 44,1 | 34,3 | 87,1  | 2,5 | 5,1 | 14,1 | 3  | 3  | 37,0 | 46,0 | 29,4 | 100,0 | 2,3 | 3,0 | 19,7 |
| 2008/09                 | Spartak Moskowskaja Oblast | Euroleague Women        | 17  | –   | 33,8 | 43,9 | 40,9 | 82,6  | 3,6 | 5,9 | 11,2 |    |    |      |      |      |       |     |     |      |
| 2009                    | Seattle Storm              | WNBA                    | 31  | 31  | 35,5 | 40,8 | 36,0 | 85,4  | 2,5 | 5,8 | 12,8 | 3  | 3  | 36,3 | 33,3 | 41,7 | 87,5  | 3,7 | 4,0 | 11,3 |
| 2009/10                 | Spartak Moskowskaja Oblast | Euroleague Women        | 9   | –   | 29,4 | 46,0 | 40,0 | 77,8  | 1,8 | 4,0 | 8,6  |    |    |      |      |      |       |     |     |      |
| 2010                    | Seattle Storm              | WNBA                    | 33  | 33  | 30,5 | 43,4 | 39,9 | 85,7  | 2,7 | 5,8 | 11,1 | 7  | 7  | 37,0 | 38,6 | 33,3 | 76,9  | 4,1 | 7,7 | 12,1 |
| 2010/11                 | Spartak Moskowskaja Oblast | Euroleague Women        | 9   | –   | 33,1 | 40,6 | 40,7 | 100,0 | 2,0 | 3,0 | 11,6 |    |    |      |      |      |       |     |     |      |
| 2011                    | Seattle Storm              | WNBA                    | 34  | 34  | 33,0 | 44,9 | 42,8 | 87,5  | 2,9 | 4,9 | 14,7 | 3  | 3  | 33,7 | 44,4 | 50,0 | 85,7  | 4,0 | 2,7 | 15,7 |
| 2011/12                 | UGMK Jekaterinburg         | Euroleague Women        | 9   | –   | 29,0 | 40,5 | 42,9 | 100,0 | 1,7 | 2,7 | 10,1 |    |    |      |      |      |       |     |     |      |
| 2012                    | Seattle Storm              | WNBA                    | 29  | 29  | 31,0 | 45,9 | 38,4 | 78,3  | 2,9 | 5,3 | 12,2 | 3  | 3  | 35,3 | 43,9 | 50,0 | 83,3  | 1,7 | 7,0 | 16,3 |
| 2012/13                 | UGMK Jekaterinburg         | Euroleague Women        | 3   | –   | 33,7 | 25,0 | 37,5 | 100,0 | 6,7 | 6,7 | 5,7  |    |    |      |      |      |       |     |     |      |
| 2013                    | Seattle Storm              | WNBA                    | –   | –   | –    | –    | –    | –     | –   | –   | –    | –  | –  | –    | –    | –    | –     | –   | –   | –    |
| 2014                    | Seattle Storm              | WNBA                    | 33  | 33  | 29,2 | 38,6 | 34,5 | 83,1  | 2,2 | 4,0 | 10,6 | –  | –  | –    | –    | –    | –     | –   | –   | –    |
| 2015                    | Seattle Storm              | WNBA                    | 27  | 27  | 28,6 | 38,4 | 30,1 | 79,6  | 2,3 | 5,4 | 10,3 | –  | –  | –    | –    | –    | –     | –   | –   | –    |
| 2016                    | Seattle Storm              | WNBA                    | 34  | 34  | 31,6 | 44,9 | 44,4 | 78,6  | 2,9 | 5,8 | 12,8 | 1  | 1  | 34,2 | 35,7 | 33,3 | 0,0   | 5,0 | 7,0 | 12,0 |
| 2017                    | Seattle Storm              | WNBA                    | 30  | 30  | 30,0 | 42,7 | 39,3 | 77,4  | 2,0 | 6,6 | 10,6 | 1  | 1  | 31,0 | 44,4 | 33,3 | 100   | 2,0 | 5,0 | 10,0 |
| 2018                    | Seattle Storm              | WNBA                    | 31  | 31  | 26,6 | 46,6 | 44,8 | 82,8  | 1,7 | 7,1 | 10,1 | 8  | 8  | 28,4 | 38,7 | 36,4 | 75,0  | 2,8 | 6,9 | 10,  |
| 2019                    | Seattle Storm              | WNBA                    | –   | –   | –    | –    | –    | –     | –   | –   | –    | –  | –  | –    | –    | –    | –     | –   | –   | –    |
| 2020                    | Seattle Storm              | WNBA                    | 11  | 11  | 23,4 | 49,4 | 46,9 | 75,0  | 1,7 | 5,2 | 9,8  | 6  | 6  | 26,5 | 39,2 | 31,6 | 100,0 | 2,0 | 9,2 | 9,5  |
| 2021                    | Seattle Storm              | WNBA                    | 30  | 30  | 27,7 | 43,1 | 41,9 | 83,3  | 2,6 | 5,3 | 10,0 | 1  | 1  | 37,0 | 41,7 | 50,0 | 100,0 | 3,0 | 5,0 | 16,0 |
| 2022                    | Seattle Storm              | WNBA                    | 31  | 31  | 26,4 | 40,3 | 38,9 | 100,0 | 1,9 | 6,0 | 7,8  | 6  | 6  | 35,7 | 43,1 | 50,0 | 100,0 | 2,0 | 7,7 | 10,2 |
| WNBA gesamt             | WNBA gesamt                | WNBA gesamt             | 580 | 580 | 31,2 | 42,9 | 39,2 | 85,2  | 2,6 | 5,6 | 11,7 | 60 | 60 | 32,8 | 39,6 | 36,0 | 82,8  | 2,9 | 5,5 | 11,7 |
| Euroleague Women gesamt | Euroleague Women gesamt    | Euroleague Women gesamt | 89  | –   | –    | –    | –    | –     | –   | –   | 8,9  |    |    |      |      |      |       |     |     |      |

Legende zur Spielerstatistik:

(GP = Spiele insgesamt; GS = Spiele in der Startformation; MPG = gespielte Minuten pro Spiel; FG% = Wurfquote aus dem Feld; 3P% = Wurfquote aus dem 3-Punktebereich; FT% = Freiwurfquote; OFF = offensive Rebounds pro Spiel; DEF = defensive Rebounds pro Spiel; RPG = Rebounds pro Spiel; APG = erzielte Assists pro Spiel; BPG = erzielte Blocks pro Spiel; PPG = erzielte Punkte pro Spiel)

## Leben nach der aktiven Karriere

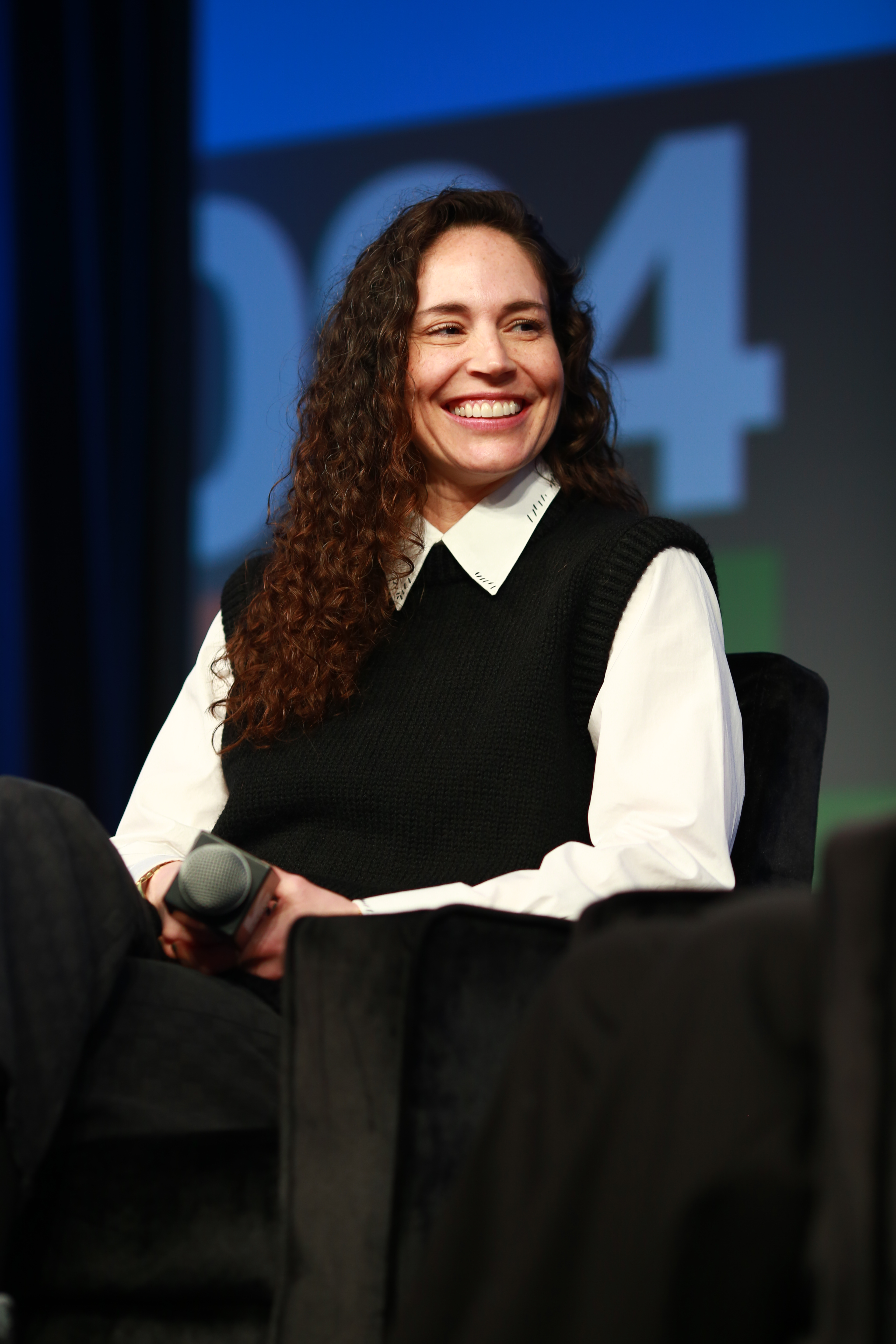
Sue Bird während einer South-by-Southwest-Konferenz im März 2024

Am 11. Juni 2023 wurde Birds Trikot mit der Nummer 10 im Rahmen einer Zeremonie in der Climate Pledge Arena im Beisein der Teameigentümer und ehemaligen Teamkolleginnen Swin Cash und Lauren Jackson ausgemustert. In einem seit ihrem Rücktritt seit langem erwarteten Schritt gab sie im April 2024 die Teilhabe an der Eigentümergesellschaft „Force 10 Hoops“ bekannt.

## Privatleben
Im Juli 2017 gab Bird ihre Beziehung zu Fußballspielerin Megan Rapinoe bekannt.